# Ramp.Network
Ramp.Network – polska spółka zajmująca się technologiami finansowymi, rozwijająca infrastrukturę, która pozwala osobom fizycznym na konwersję między walutami tradycyjnymi a kryptowalutami. Firma działa w ponad 150 krajach i ma wiele lokalizacji, między innymi w Polsce, Wielkiej Brytanii, Irlandii i Stanach Zjednoczonych. Ramp.Network pozyskał ponad 130 milionów dolarów finansowania venture capital i jest zarejestrowany przez organy regulacyjne w różnych systemach prawnych.

## Historia
Ramp.Network został założony przez Przemysława Kowalczyka i Szymona Sypniewicza w Warszawie w 2017 roku. Firma powstała w celu uproszczenia wymiany krypto-fiat i zwiększenia dostępności kryptowalut poprzez wyeliminowanie złożoności, które utrudniają ich wykorzystanie. Ramp.Network został oficjalnie zarejestrowany w 2019 roku. W lipcu tego samego roku firma pozyskała 1 milion euro w rundzie pre-seed.
W czerwcu 2021 r. Ramp.Network zebrał 10,1 mln USD w rundzie seed, prowadzonej przez Galaxy Digital i NFX. W grudniu 2021 r. firma pozyskała 52,7 mln USD w ramach rundy finansowania serii A, prowadzonej przez Balderton Capital. W listopadzie 2022 r. Ramp.Network ogłosił rundę finansowania serii B, pozyskując 70 milionów dolarów, współprowadzoną przez Mubadala Capital i Korelya Capital. W grudniu 2022 r. Ramp.Network zdobył nagrodę dla najlepszego start-upu w konkursie Aulery Awards.
W 2023 r. Ramp.Network rozszerzył swoje usługi o obsługę ponad 40 walut fiat i uruchomił brazylijską bramkę płatniczą Pix, zapewniającą lokalny dostęp do kryptowalut. W lutym firma wprowadziła również pierwszą w branży globalną usługę off-ramp, umożliwiającą użytkownikom w ponad 130 krajach sprzedaż kryptowalut i ich konwersję na 38 lokalnych walut. W tym samym roku Przemysław Kowalczyk i Szymon Sypniewicz znaleźli się na liście Forbes 30 Under 30 w kategorii Finanse.
Ramp.Network został przedstawiony w Startupowcach, książce o najbardziej znanych polskich startupach, opublikowanej we wrześniu 2023 roku.
W 2024 r. Ramp.Network uzyskał certyfikat SOC 2 Type II w celu podniesienia standardów bezpieczeństwa. Firma uruchomiła również natychmiastowe wypłaty kryptowalut w Meksyku za pośrednictwem SPEI, oraz wprowadziła natychmiastowe przelewy bankowe SEPA dla użytkowników z Unii Europejskiej i rozszerzyła swój globalny zasięg, umożliwiając użytkownikom konwersję kryptowalut na 35 lokalnych walut.
W styczniu Ramp.Network rozszerzył swoją integrację z MetaMask, umożliwiając szybsze i tańsze wypłaty Ether z sieci warstwy 2, takich jak Optimism i Polygon, na waluty fiat, z obsługą ponad 35 walut fiat za pośrednictwem przelewów bankowych i płatności SEPA.
W marcu Ramp.Network nawiązał współpracę z COCA, aby uruchomić bezpieczne zakupy kryptowalut w Stanach Zjednoczonych, obsługując metody płatności, takie jak Visa, Mastercard i Apple Pay, oraz oferując nagrody cashback w tokenach COCA.

## Działalność
Ramp.Network zapewnia usługi upraszczające kupno, sprzedaż i integrację kryptowalut. Oferuje technologie on-ramp i off-ramp, umożliwiając użytkownikom kupowanie kryptowalut za pomocą walut fiat lub vice versa. Firma integruje również tokeny i ekosystemy blockchain.
Ramp.Network współpracuje z licznymi firmami, w tym z portfelami kryptowalut, aplikacjami DeFi, grami Web3 i przeglądarkami internetowymi. Wśród kluczowych partnerów są MetaMask, TrustWallet, Ledger, Bitpay, World (poprzednio Worldcoin), Sorare i przeglądarka Opera.
Ramp.Network jest zarejestrowanym w FinCEN, przedsiębiorstwem świadczącym usługi finansowe (Money Services Business, MSB) w Stanach Zjednoczonych, posiada licencje na przekazy pieniężne (Money Transmitter Licenses, MTLs) w wybranych stanach USA. Jest również zarejestrowany w FCA w Wielkiej Brytanii oraz figuruje jako dostawca usług związanych z aktywami wirtualnymi (Virtual Asset Service Provider, VASP) w rejestrze Banku Centralnego Irlandii, zapewniając zgodność z kluczowymi regulacjami finansowymi w wielu systemach prawnych.